# كارل كالر

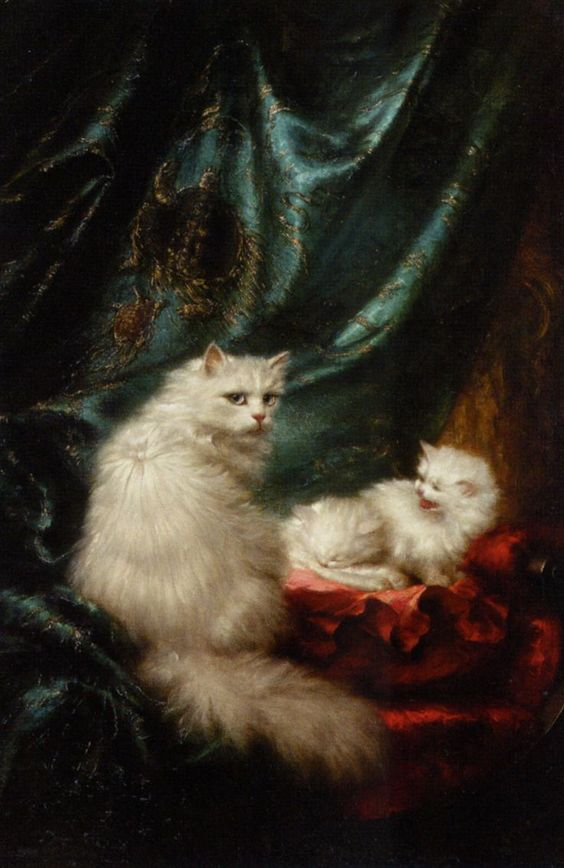
Salonkatzen

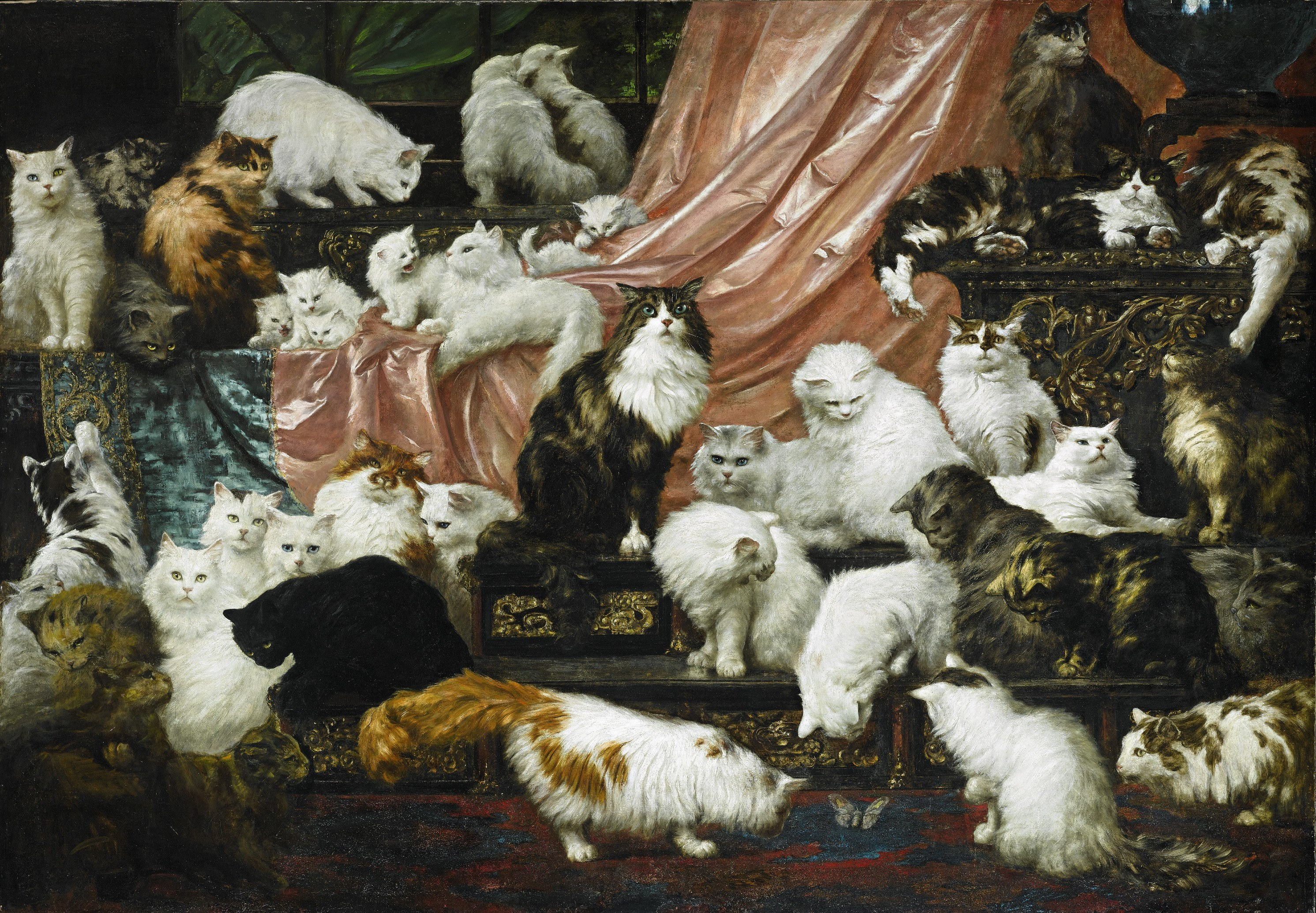
عشاق زوجتي ، 1891

كارل كالر (12 سبتمبر 1856 – 18 أبريل 1906)، رسام نمساوي متخصص في رسم الحيوانات، معروفًا بشكل خاص بلوحاته للقطط.

## الحياة
ولد كاهلر في لينتس. في 19 أكتوبر 1874 درس في أكاديمية الفنون الجميلة في ميونيخ مع لودفيج فون لوفتز وويلهلم ليندنشميت. بعد انتهاء من دراسته في الأكاديمية، أمضى بعض الوقت في الدراسة في باريس، قبل أن يستقر في ميونيخ.
بين عامي 1881 و 1888 عرض أعماله في برلين وميونيخ وفيينا. في عام 1885 هاجر إلى أستراليا، وعمل حتى عام 1890 في ملبورن، حيث رسم ثلاث صور لكأس ملبورن للخيول.
هاجر في وقت لاحق إلى الولايات المتحدة. في عام 1891، بتكليف من كيت بيردسال جونسون، رسم لوحة عشاق زوجتي تصور 42 قططًا، والتي أصبحت معروفة جدًا. بعد هذه اللوحة أصبح معروفًا بشكل متزايد بلوحاته للقطط.

## أعمال محددة
- مسرح المسرح (ملكة الموسم)، 1881
- أوداليسك، 1882
- سيدتان مع كلب
- خاتم الرهان
- يوم الكأس 1887
- يوم الديربي 1887
- عشاق زوجتي ، 1891 (زيت على قماش، 177.8 × 258.4 سم)